# Ариња (Сондрио)
Ариња је насеље у Италији у округу Сондрио, региону Ломбардија.
Према процени из 2011. у насељу је живело 33 становника. Насеље се налази на надморској висини од 826 м.